# Rejon łozieński
Rejon łozieński (biał. Лё́зьненскі раё́н) – rejon w północnej Białorusi, w obwodzie witebskim. Leży na terenie dawnego powiatu orszańskiego.

## Geografia
Rejon łozieński ma powierzchnię 1417,63 km². Lasy zajmują powierzchnię 640,93 km², bagna 36,71 km², obiekty wodne 14,30 km².

## Demografia
Liczba ludności:
- 2005: 21 000
- 2006: 18 900
- 2008: 18 300

Skład etniczny ludności: Białorusini – 83,7%; Rosjanie – 13,6%; Ukraińcy – 1,2%; inni – 1,5%